# 5781 (ano hebraico)
5781 (hebraico: ה'תשפ"א) é o ano hebraico correspondente ao período após o pôr do sol de 18 de setembro de 2020 até ao pôr do sol de 6 de setembro de 2021 do calendário gregoriano.
| Mês judaico | Calendário gregoriano                                                                   |
| ----------- | --------------------------------------------------------------------------------------- |
| Tishrei     | após o pôr do sol de 18 de setembro de 2020 até ao pôr do sol de 18 de outubro de 2020  |
| Cheshvan    | após o pôr do sol de 18 de outubro de 2020 até ao pôr do sol de 16 de novembro de 2020  |
| Kislev      | após o pôr do sol de 16 de novembro de 2020 até ao pôr do sol de 15 de dezembro de 2020 |
| Tevet       | após o pôr do sol de 15 de dezembro de 2020 até ao pôr do sol de 13 de janeiro de 2021  |
| Shevat      | após o pôr do sol de 13 de janeiro de 2021 até ao pôr do sol de 12 de fevereiro de 2021 |
| Adar        | após o pôr do sol de 12 de fevereiro de 2021 até ao pôr do sol de 13 de março de 2021   |
| Nissan      | após o pôr do sol de 13 de março de 2021 até ao pôr do sol de 12 de abril de 2021       |
| Iyyar       | após o pôr do sol de 12 de abril de 2021 até ao pôr do sol de 11 de maio de 2021        |
| Sivan       | após o pôr do sol de 11 de maio de 2021 até ao pôr do sol de 10 de junho de 2021        |
| Tammuz      | após o pôr do sol de 10 de junho de 2021 até ao pôr do sol de 9 de julho de 2021        |
| Av          | após o pôr do sol de 9 de julho de 2021 até ao pôr do sol de 8 de agosto de 2021        |
| Elul        | após o pôr do sol de 8 de agosto de 2021 até ao pôr do sol de 6 de setembro de 2021     |

## Dados sobre 5781
- Ano comum incompleto (chaserah): 353 dias
- Cheshvan e Kislev com 29 dias
- Ciclo solar: 13º ano do 207º ciclo
- Ciclo lunar: 5º ano do 305º ciclo
- Ciclo Shmita: 6º ano
- Ma'aser Ani (dízimo para os pobres)

## Fatos históricos
- 1951º ano da destruição do Segundo Templo
- 73º ano do estabelecimento do Estado de Israel
- 54º ano da libertação de Jerusalém